# Kapel in 't Zand (wijk)
Kapel in 't Zand (Limburgs: Kepèl in 't Zandj) is een wijk in Roermond, genoemd naar de gelijknamige parochiekerk en kloosterkerk van de paters Redemptoristen.

## Ligging
Kapel in 't Zand, of kortweg 't Zand, is een van de oudste woonwijken van Roermond. Ze wordt aan de zuidzijde begrensd door de Scheidingsweg en de Petrus Polliusstraat (vroeger de grens tussen Roermond en Melick), in het oosten aan de IJzeren Rijn (baanvak Roermond - Melick-Herkenbosch) en in het westen aan de Roer.
De eigenlijke Kapel in 't Zand – een bekend bedevaartsoord – is in overwegend neogotische stijl opgetrokken naar ontwerp van architect Johannes Kayser. Aan de kapel ligt het redemptoristenklooster, een ontwerp van Carl Weber. Dit klooster is nu grotendeels in gebruik als huisartsenpost en apotheek. Aan de kloostertuin ligt het door Pierre Cuypers ontworpen Kruiswegpark. Verder bevinden zich in 't Zand de Kepelse Meule of Molen aan de Kapel en de Begraafplaats Nabij de Kapel in 't Zand.

## Geschiedenis
De naam Kapel in 't Zand is van recente datum. Vroeger werd de wijk Aan de Kapel genoemd. De kapel werd in 1418 gebouwd in opdracht van het stadsbestuur van Roermond. Deze kapel was bedoeld om enkele boerderijen in de omgeving te bedienen, waaronder de Muggenbroekerhof (eigendom van de Munsterabdij) en de Armenhof (eigendom van het Stedelijk Armbestuur). De naam Muggenbroek, die nog steeds bestaat als buurt in het zuidwesten van de wijk, komt in de stichtingsakte van de Munsterabdij van 1224 al voor. In de 14e eeuw worden verschillende leden van de familie Van den Muggenbroek genoemd.

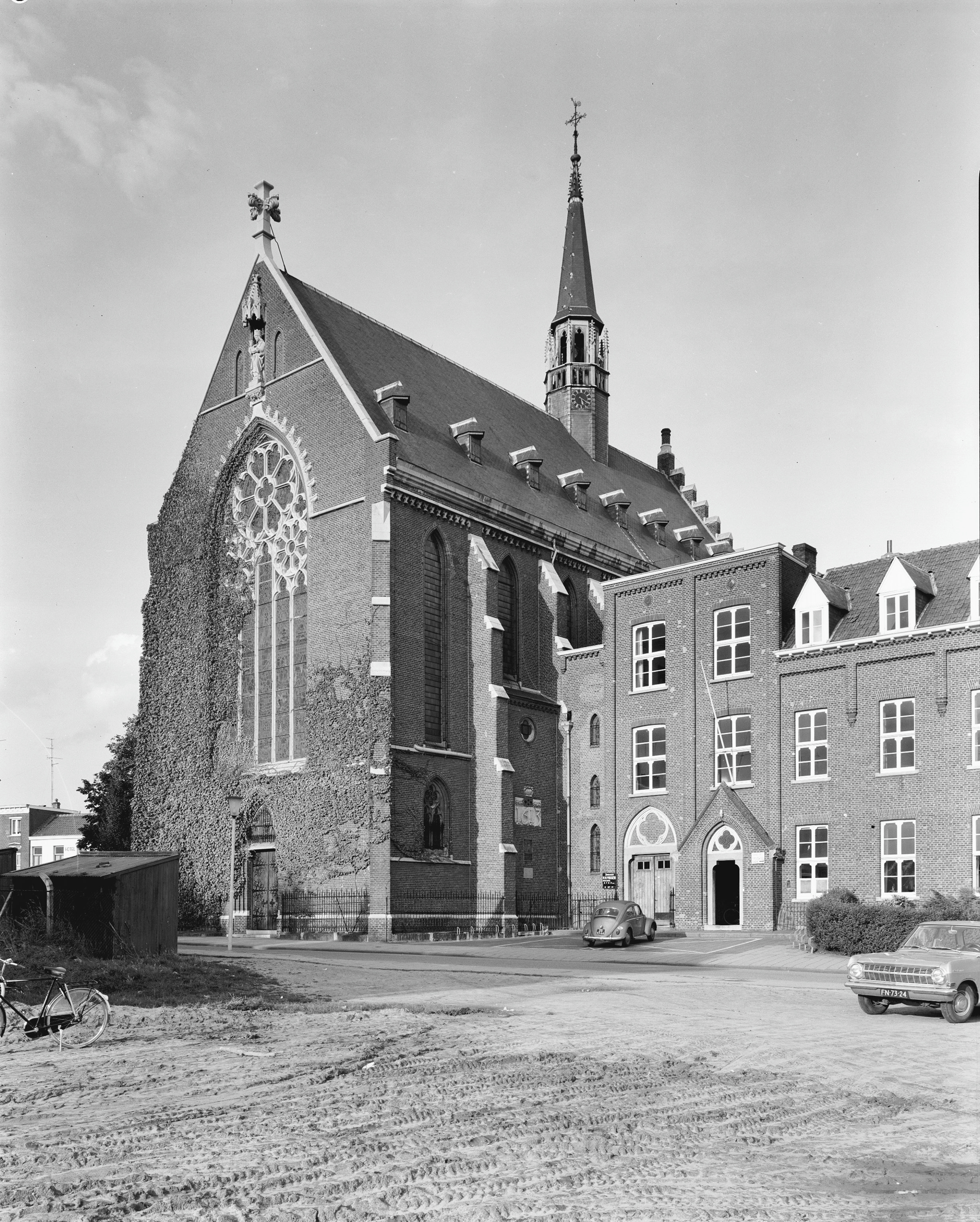
De kapel met rechts het redemptoristenklooster.

Ook de Galgenberg is ouder dan de kapel en wordt al in 1410 in een rekening van de schout van Roermond genoemd. De berg lag aan de Gelderse kant van de grens tussen de hertogdommen Gelre en Gulik (de huidige Scheidingsweg) en was goed zichtbaar voor vreemdelingen die de stad vanaf de Keulsebaan of Heinsbergerweg naderden. In 1613 werden hier nog 64 'heksen' verbrand, zowel vrouwen als mannen.
In de kapel bevindt zich – in ieder geval vanaf 1578 – het genadebeeld van Onze Lieve Vrouwe in 't Zand, dat bekend werd door gebedsverhoringen. Hierdoor groeide de Kapel in 't Zand uit tot een bekend bedevaartsoord. Dit zorgde in de 19e eeuw voor een sterke groei van het aantal inwoners. In 1836 bedroeg het aantal kapelbewoners nog 60, in 1885 waren dit er al ongeveer 400 en in 1950 4.084. Door de toename van het aantal pelgrims in de tweede helft van de 19e eeuw werden in de wijk verschillende winkels en horecagelegenheden gesticht, waaronder Hotel Het Gouden Kruis en Hotel Hesen..
In 1785 werd op last van Jozef II de Begraafplaats Nabij de Kapel in 't Zand aangelegd. Deze begraafplaats is een van de oudste in Nederland.
In 1863 vestigden de paters Redemptoristen uit Wittem zich aan de kapel en lieten hier een groot klooster bouwen naar ontwerp van architect Carl Weber. De Redemptoristen hebben veel gedaan om de verering van Onze Lieve Vrouwe in 't Zand te bevorderen. Hiervoor richtten ze enkele broederschappen op en hielden ze zich bezig met catechismus. Verder richtten ze in 1871 een juvenaat op en in 1890 de Fanfare Onze Lieve Vrouw in 't Zand. In 1897 werd door Pater J. Lohmeijer een nieuw juvenaat gebouwd aan de Heinsbergerweg, naar ontwerp van architect Kayser.
Van 1915 tot 1932 had tramlijn Roermond - Vlodrop een halte bij de kapel. De lijn liep aan de westkant van de Kapellerlaan. Er reden dagelijks vier trams in beide richtingen en een rit naar Station Roermond duurde zo’n tien minuten.

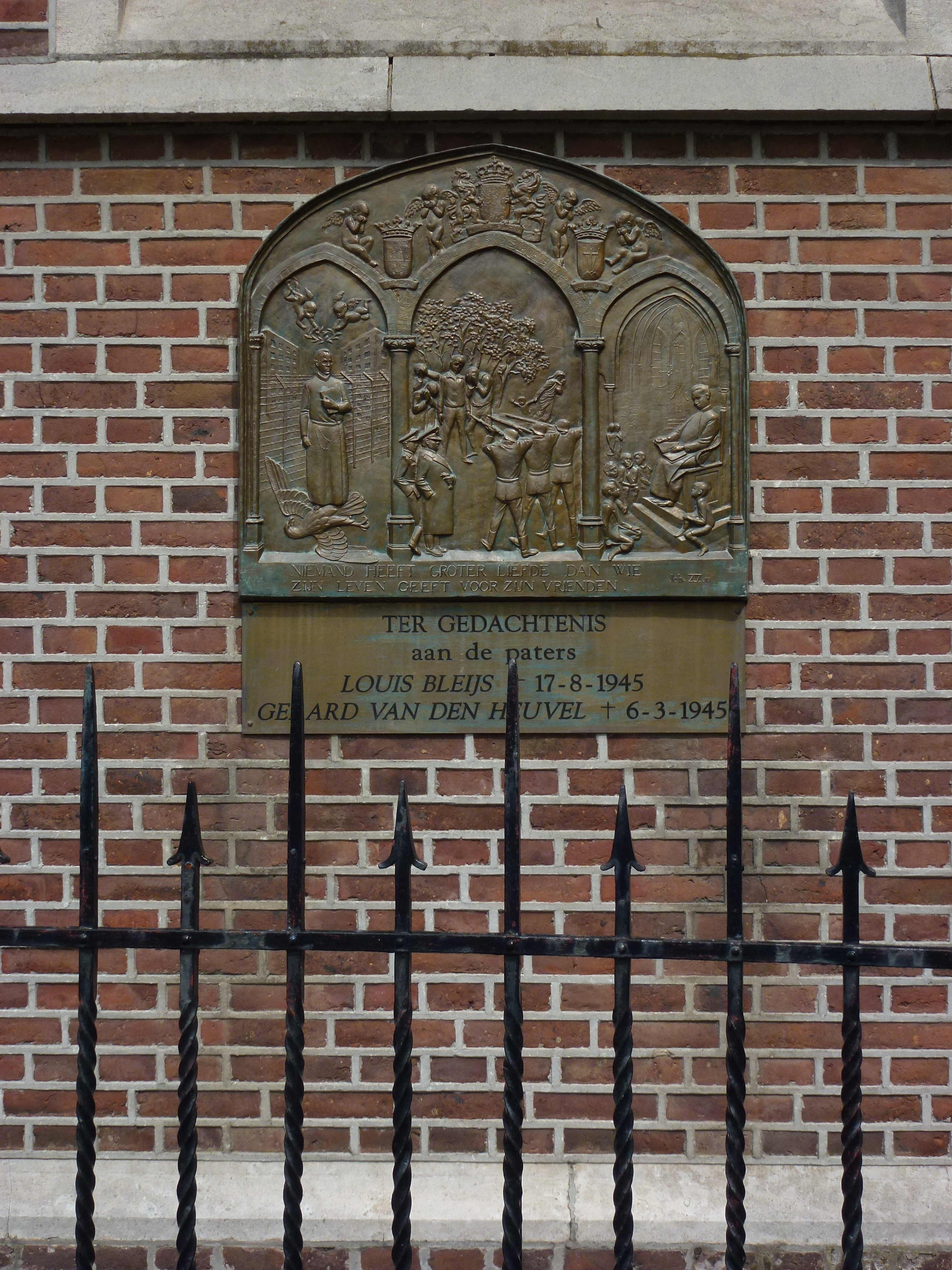
Plaquette ter herinnering aan Louis Bleijs en Gerard van den Heuvel.

De paters waren ook verantwoordelijk voor het Kruiswegpark, een soort openluchtkerk, die in 1919-1920 werd aangelegd volgens plannen van architect Pierre Cuypers.
Tijdens de Tweede Wereldoorlog was 't Zand een centrum van verzet. Pater Louis Bleijs, die in 1937 tot kapelaan van de kapel benoemd werd, sloot zich aan bij de Limburgse Onderduikorganisatie. Op 1 oktober 1943 vond de eerste vergadering in Roermond van die organisatie plaats in hotel Het Gouden Kuis tegenover de kapel. Het verzet bestond voornamelijk uit het regelen van onderduikadressen voor in Duitsland tewerkgestelde Roermondenaren en het helpen van ontsnapte, in Roermond tewerkgestelde, Russische krijgsgevangenen. Op 28 december 1944 werd pater Gerard van den Heuvel vanwege vermeend verzetswerk opgepakt en naar Keulen overgebracht, waar hij op 6 maart 1945 overleed.
Na de oorlog nam het aantal pelgrims geleidelijk af, waardoor de meeste horecazaken rondom de kapel moesten sluiten. In 1969 werd de Kapel in 't Zand een zelfstandige parochie, maar dit kon het proces van ontkerkelijking niet keren. Rond 2005 werd de juvenaatsvleugel aan de Heinsbergerweg gesloopt en in 2011 werd een gedeelte van het klooster verkocht aan de Verenigde Apotheken Limburg, die er een gezondheidscentrum vestigden. De wijk heeft nu vooral een woonfunctie. In 1973 werd een groot appartementencomplex gebouwd aan de Muggenbroekerlaan en omstreeks 1980 werd de buurt Kapellerhof/Richterdael gebouwd. In 2013-2014 werden 43 nieuwe woningen opgeleverd aan het Schoolpad.
Stad: Roermond

Dorpen: Asenray · Asselt · Boukoul · Herten · Leeuwen · Maasniel · Merum · Ool · Swalmen

Gehuchten: Aan de Rijksweg · Einde · Hatenboer · Maalbroek · Spik · De Weerd · Wieler

Woonwijken: Donderberg · Gulker Weijde · Hammerveld West · Heide · Hoogvonderen · Kapel in 't Zand · De Kemp · Kitskensberg · Oolderveste · Roer-Zuid · Roermondse Veld · Roerzicht · Schöndeln · Sterrenberg · Tegelarijeveld · Thuserhof · Voorstad · Vrijveld · De Wijher

Limburg: Steden en dorpen      Nederland: Provincies · Gemeenten